# Кулибаба
Кулибаба (укр. Кулібаба) — село, входит в Васильковский район Киевской области Украины.
Население по переписи 2001 года составляло 69 человек. Почтовый индекс — 08628. Телефонный код — 4571. Код КОАТУУ — 3221482804.

## Местный совет
08628, Київська обл., Васильківський р-н, с.Застугна, вул.Васильківська,28